# Sanctuaire Notre-Dame-de-la-Splendeur de Giulianova
Le sanctuaire Notre-Dame-de-la-Splendeur (en italien : Santuario della Madonna dello Splendore) est une église du XVIe siècle édifiée sur le territoire de la commune de Giulianova, dans la province de Teramo, en Italie. À ses côtés se dressent un couvent, une fontaine d'eau de source miraculeuse, et un musée (it).
Le sanctuaire est desservi par des pères capucins.

## Histoire
Durant la seconde moitié du XVIe siècle, il y avait à Giulianova une petite chapelle utilisée par une confraternité consacrée à la Vierge du Rosaire. 
En 1559, en périphérie de Giulianova, des capucins ont reçu une première donation de la famille Acquaviva, et ont construit (où aujourd'hui se dresse la « maison de Marie-Immaculée ») une église dédiée à saint Michel Archange. Le sanctuaire a été bâti à l'emplacement d'une apparition de la Vierge le 22 avril 1557. En septembre 1847, avec le décret de Ferdinand II confirmé par le Saint-Siège auprès de l'évêque de Teramo, les capucins ont mis la place dans l'ancienne abbaye des moines Célestins abandonnée en mars 1807, à la suite de sa suppression par Napoléon. 
Le 7 mars 1927, un site est acheté à côté du sanctuaire et le 28 août suivant la première pierre du nouveau couvent est posée ; durant les années 1968-1971, le couvent accueille un petit séminaire séraphique ; des travaux de restauration sont entrepris entre 1989 et 1992 autour de la « fontaine de la Vierge », un temple votif est reconstruit.
Durant les années 1990-2000 les étages supérieurs ont été rénovés afin d'accueillir le musée d'art de la Splendeur (it), et le vieux local où était entreposée la réserve de bois de chauffage est devenu la bibliothèque du couvent. Au long de la rue Bertolino, a été posée une monumentale Via Crucis (Chemin de croix) en bronze d'Ubaldo Ferretti. En 2001, l'ancien orgue a été remplacé par un nouveau, dû au facteur A. Girotta.

## Structure
L'église, en forme de croix latine, est décorée avec de grands tableaux réalisés en 1954 par Alfonso Tentarelli d'après le projet du père Jean Lerario ; il y a une statue en bois, d'auteur inconnu, de la Vierge avec Jésus enfant bénissant, du XVe siècle, dénommée « Madonna dello Splendore ». Le 15 août 1914 une couronne d'argent dorée, faite par la famille Migliori, a été mise sur la tête de la Madone. Vers 1950, la statue a été entourée de rayons, symbole de lumière divine, et placée au-dessus d'un tronc d'arbre pour se souvenir de l'olivier dans lequel elle est apparue en 1577.
Dans la sacristie se trouve une remarquable peinture de la Vierge à l'Enfant en gloire avec les saints Pierre, Paul, Dorothée et François, du XVIe siècle, de Paul Véronèse.
L'eau miraculeuse a été canalisée et recueillie dans une fontaine dans les jardins du couvent, où a été construit un petit temple avec des mosaïques de l'Ancien et du Nouveau Testament. L'aire d'accueil est dominée par une grande statue en bronze du Christ avec l'inscription EGO SUM VIA VERITAS ET VITA (« Je suis le chemin, la vérité et la vie »).

## Illustrations

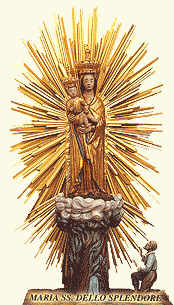
Statue de Notre-Dame de la Splendeur.
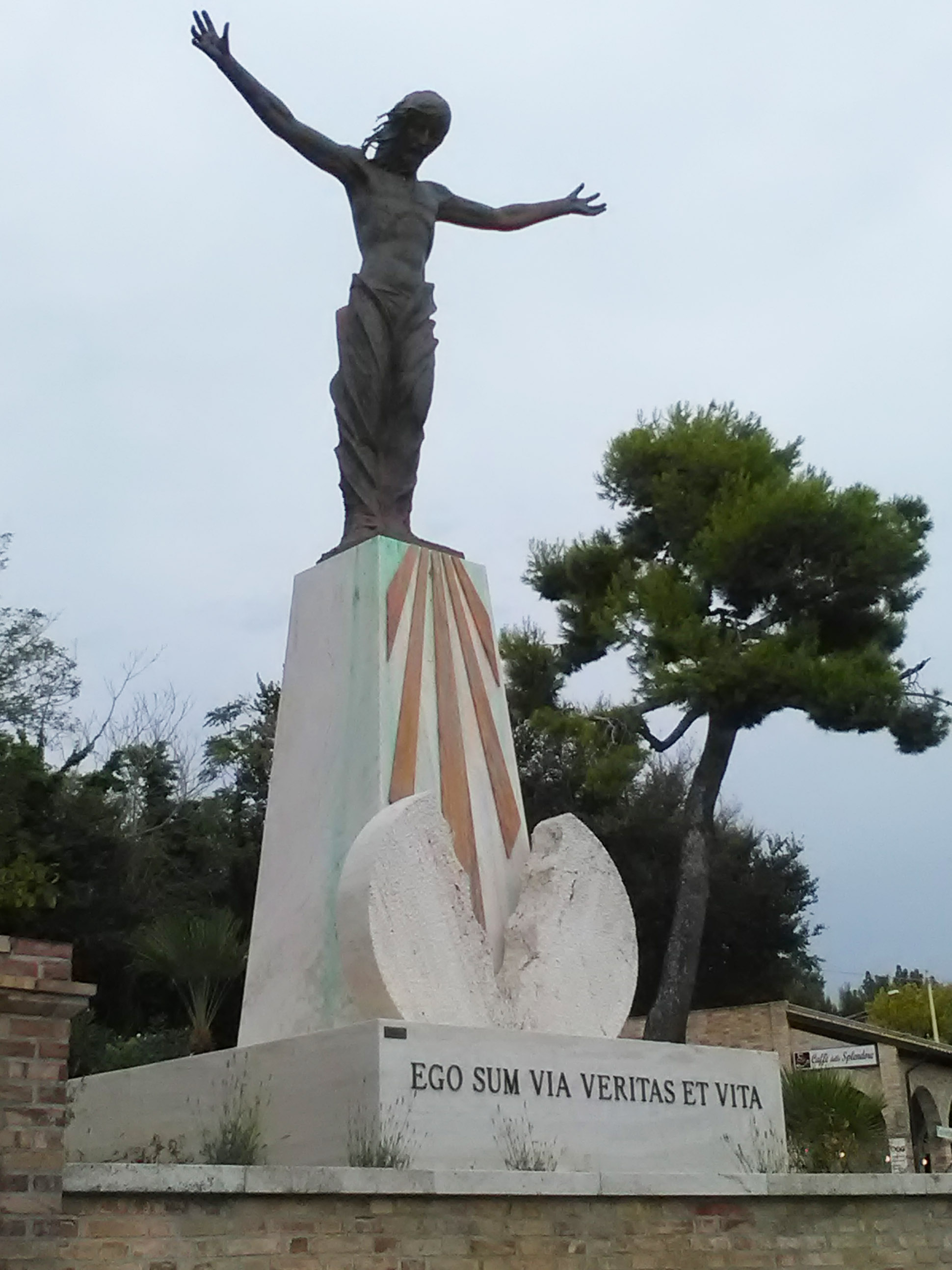
La place du sanctuaire.
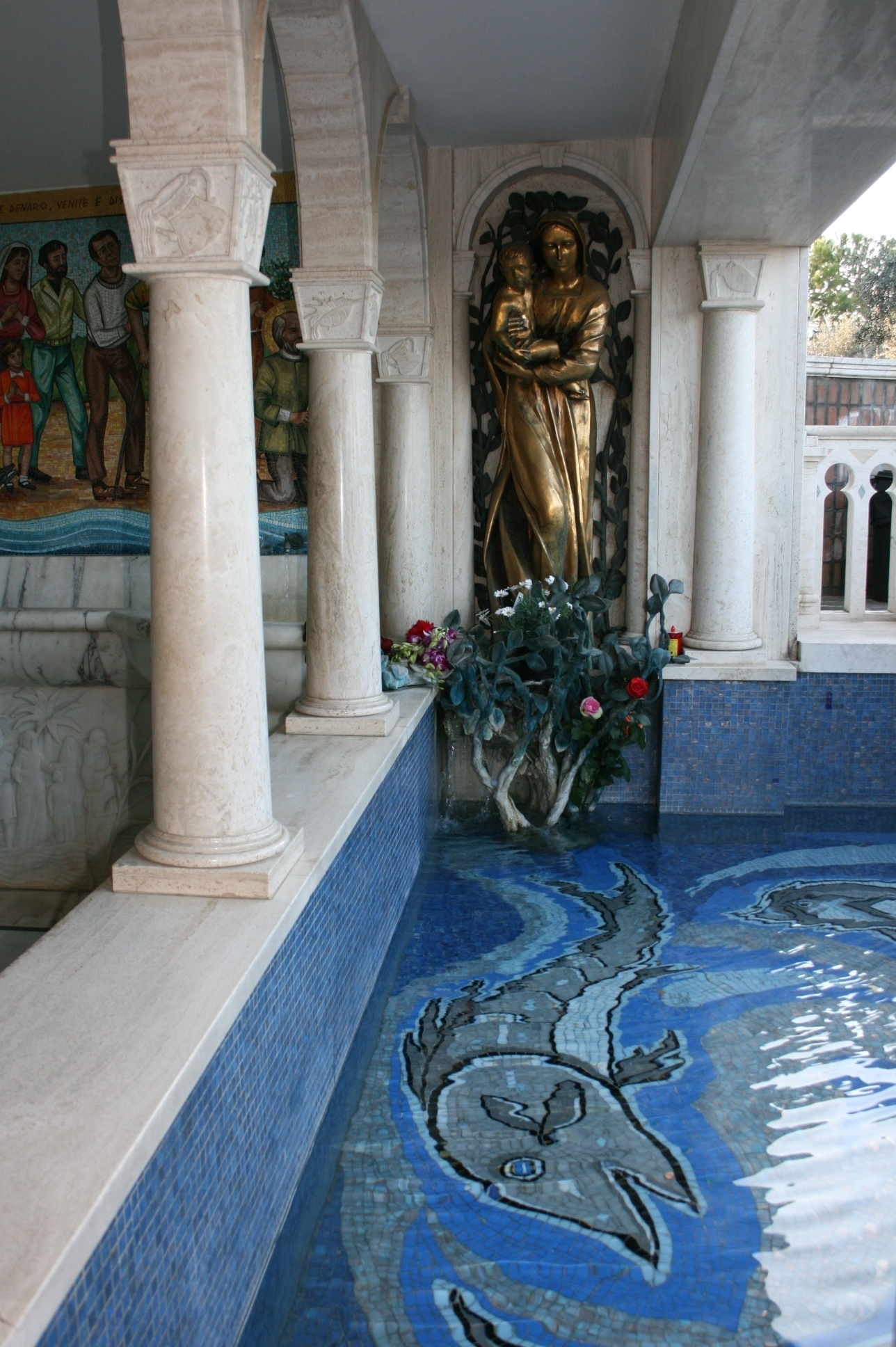
La fontaine miraculeuse.
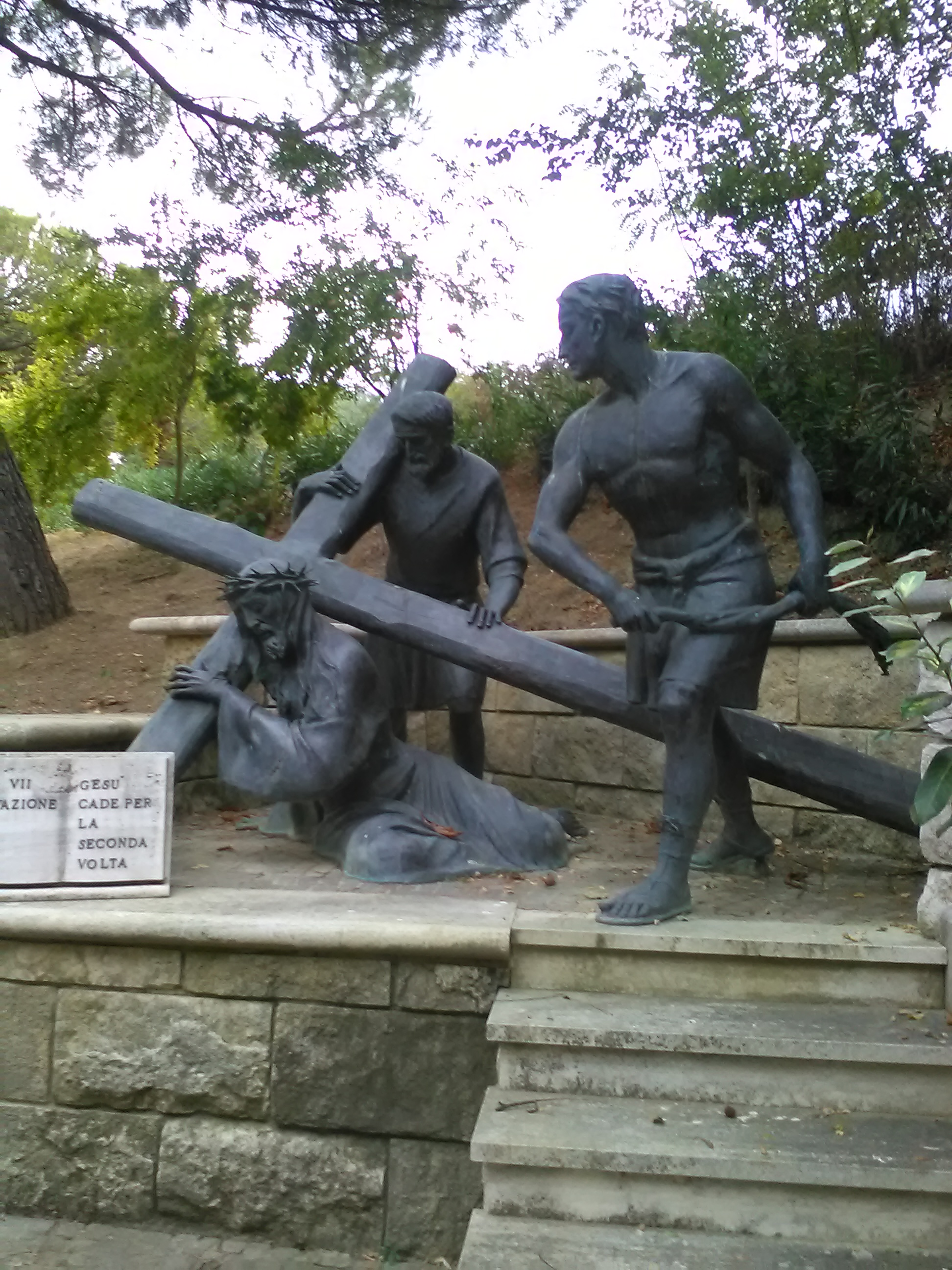
La 7e station du chemin de croix, proche du sanctuaire.
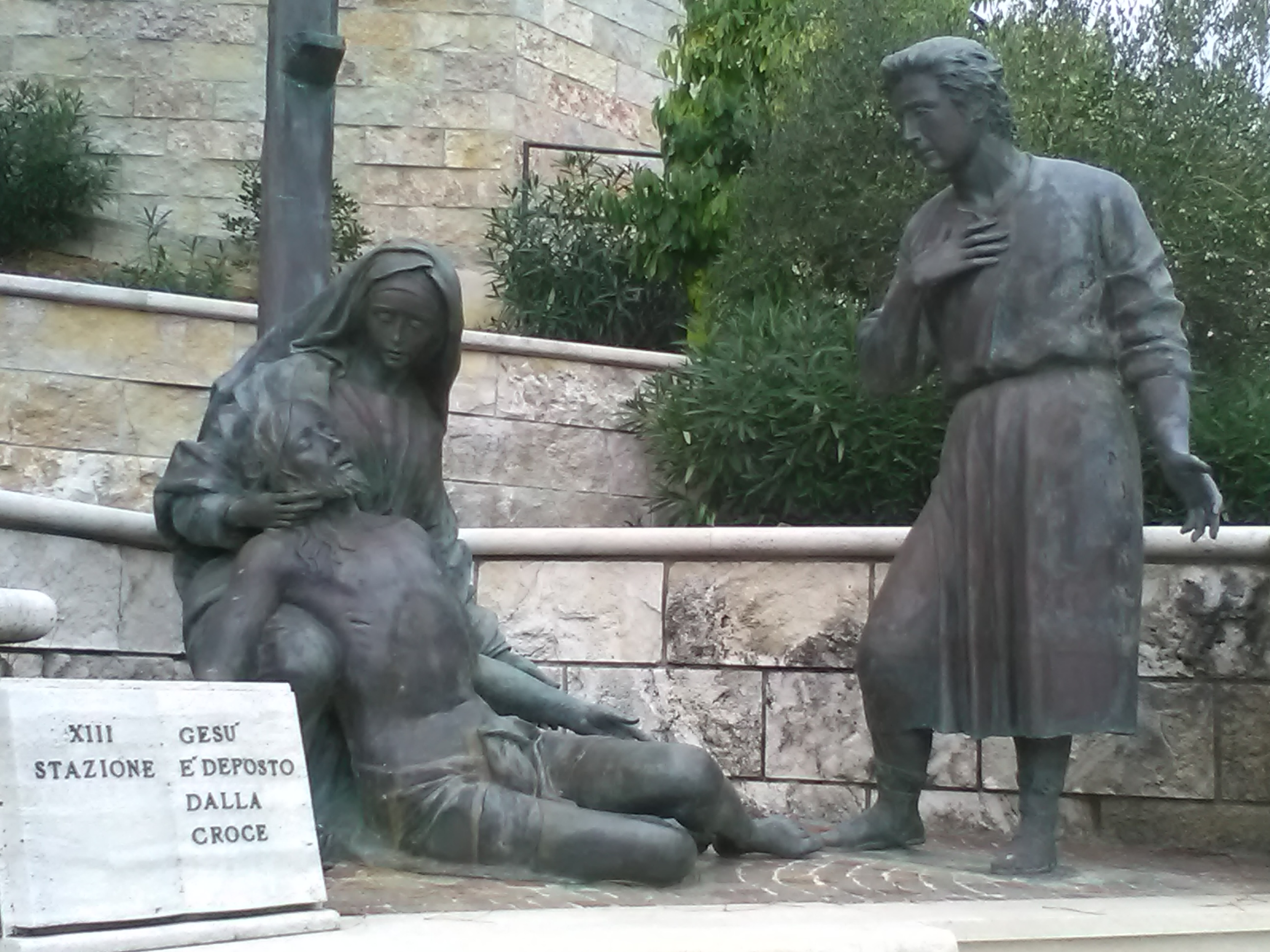
La 13e station du chemin de croix, proche du sanctuaire.
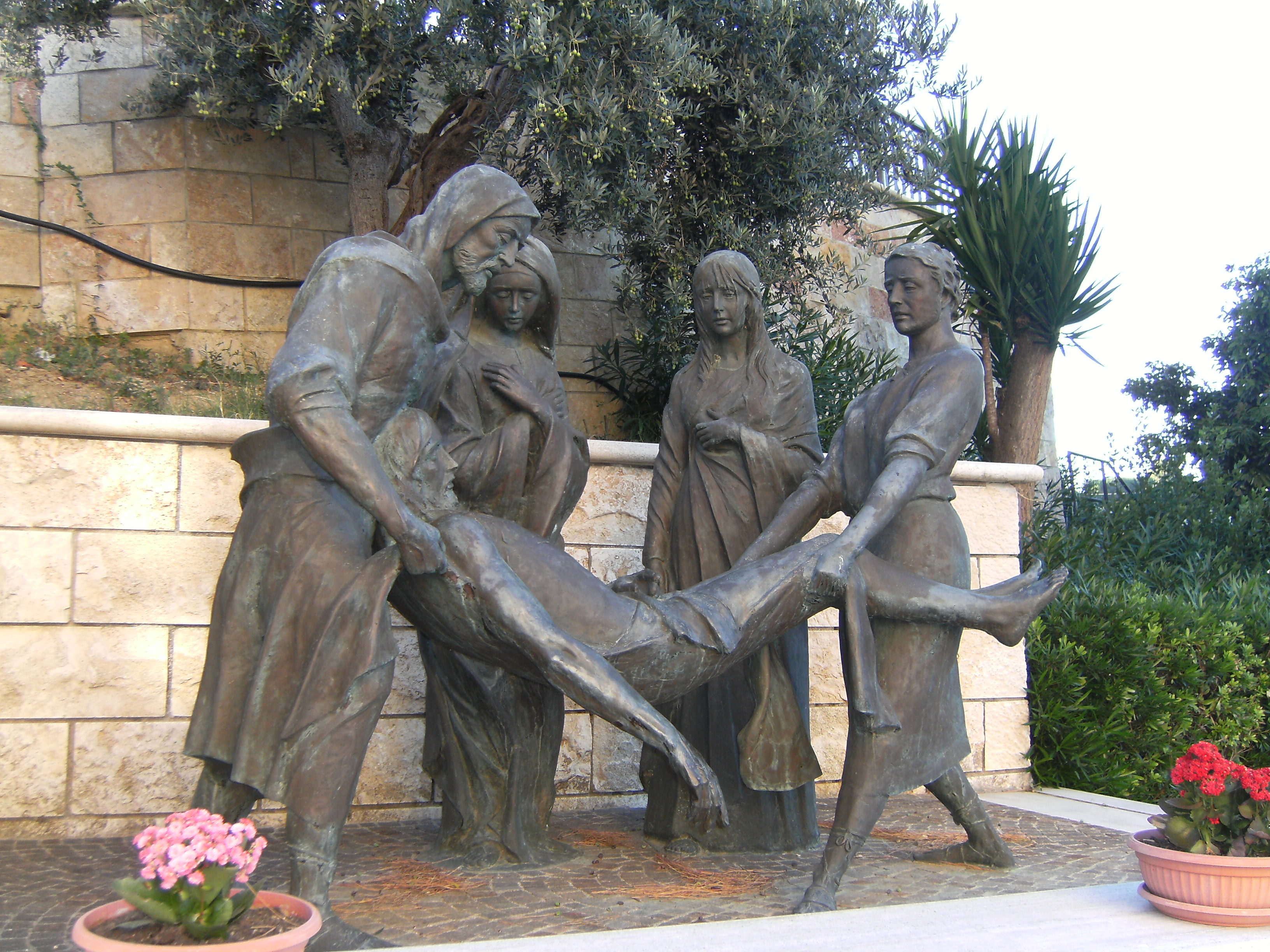
La 14e station du chemin de croix, proche du sanctuaire.